# Tar (animal)
Els tars són tres espècies d'artiodàctils grossos que viuen a Àsia i estan emparentats amb la cabra salvatge. Fins a principis del segle xxi es creia que tenien una relació molt propera entre si i eren classificats en un mateix gènere, Hemitragus. Tanmateix, els estudis genètics demostraren que la seva relació és una mica més llunyana del que es pensava i actualment se'ls assigna a tres gèneres monotípics diferents: Hemitragus (tar de l'Himàlaia), Nilgiritragus (tar dels Nilgiri) i Arabitragus (tar d'Aràbia).